# Harry Muskee
Harry "Cuby" Muskee (Assen, 10 juni 1941 – Rolde, 26 september 2011) was de zanger van de bluesband Cuby + Blizzards die hij samen met Eelco Gelling oprichtte.

## Biografie
Muskee werd tijdens de oorlog geboren in het Wilhelminaziekenhuis te Assen. Aanvankelijk woonde hij met zijn moeder bij zijn oma van moederskant, omdat zijn vader als krijgsgevangene naar Duitsland was afgevoerd.
Pas na de oorlog, toen hij vier jaar was, zag hij zijn vader voor het eerst. Het gezin verhuisde naar Rotterdam, en woonde in bij de grootouders van vaderskant, maar keerde na twee jaar weer terug naar Assen. Zijn moeder kreeg multiple sclerose en kon niet meer goed voor haar kind zorgen. Omdat zijn vader, die toen brandweercommandant was, de hele dag van huis was, nam zijn grootmoeder de zorg voor Muskee grotendeels over.
Muskee werd op zijn tiende lid van de voetbalvereniging Achilles 1894 en op zijn vijftiende ging hij voor het eerst naar gitaarles. Op de mulo kwam hij in aanraking met jazz en dixieland. Met de broers Jaap en Henk Hilbrandie richtte hij de band The Mixtures op. Uit deze band kwam The Old Fashioned Jazz Group voort. Deze band speelde vooral op schoolfeesten in Assen.
In 1961, toen Muskee 20 jaar oud was, overleed zijn moeder. Een jaar later stierf ook zijn grootmoeder.
Door onder meer AFN Bremerhaven, een radiozender van American Forces Network, voor Amerikaanse militairen die in Duitsland gelegerd waren, kwam Muskee in aanraking met bluesmuziek. Toen hij in een platenzaak de elpee Concert at Newport (1964) van John Lee Hooker aantrof, besloot hij dat hij deze muziek ook wilde gaan maken. Niet lang daarna brak Muskee door met The Blizzards.

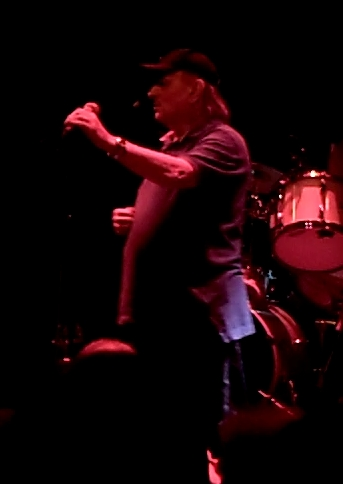
Harry Muskee tijdens een optreden met Cuby + the Blizzards in Hedon (Zwolle) in 2009.

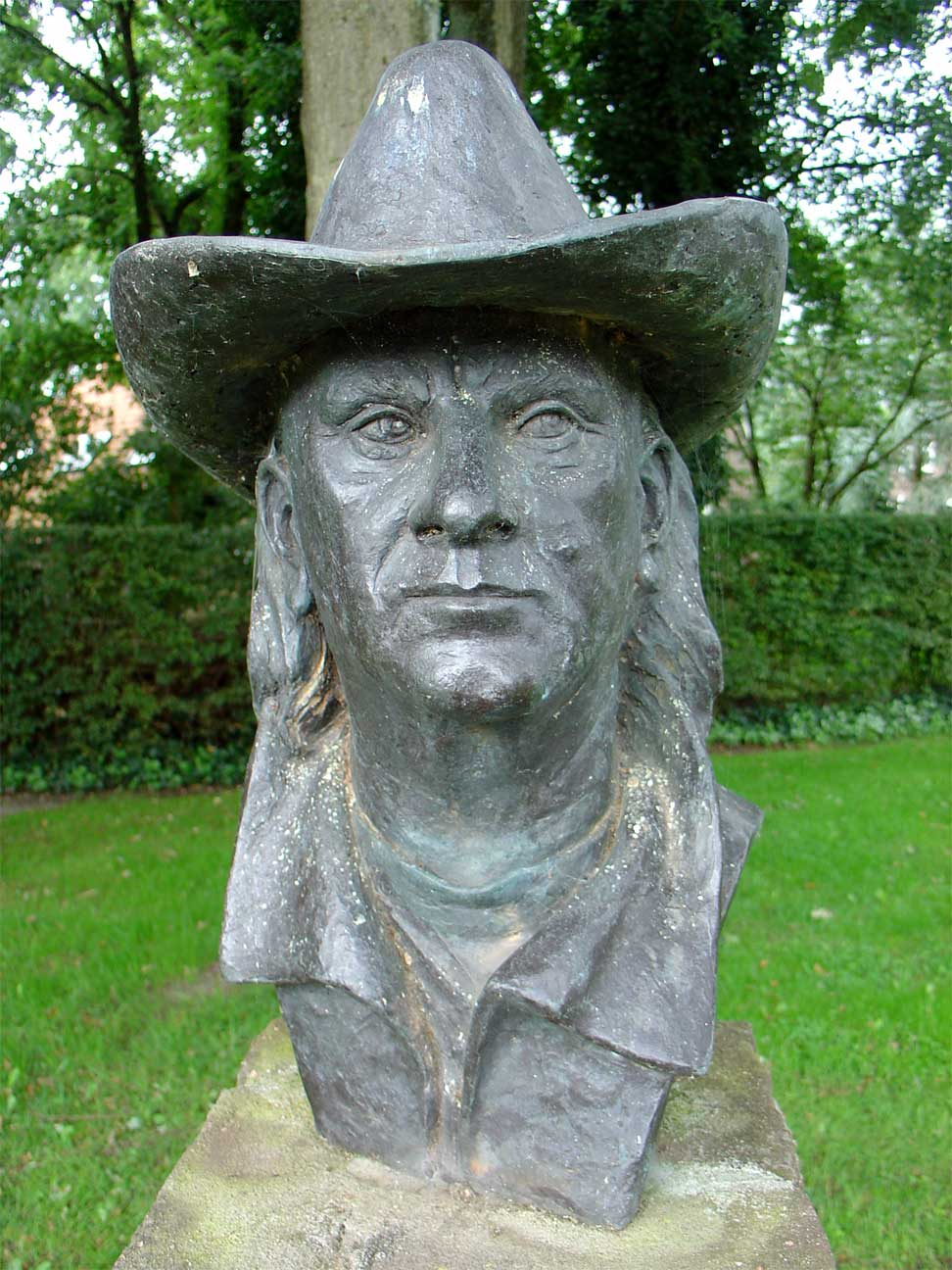
Borstbeeld van Harry Muskee (1997), door Gerda van den Bosch, op de Voorstreek te Grolloo

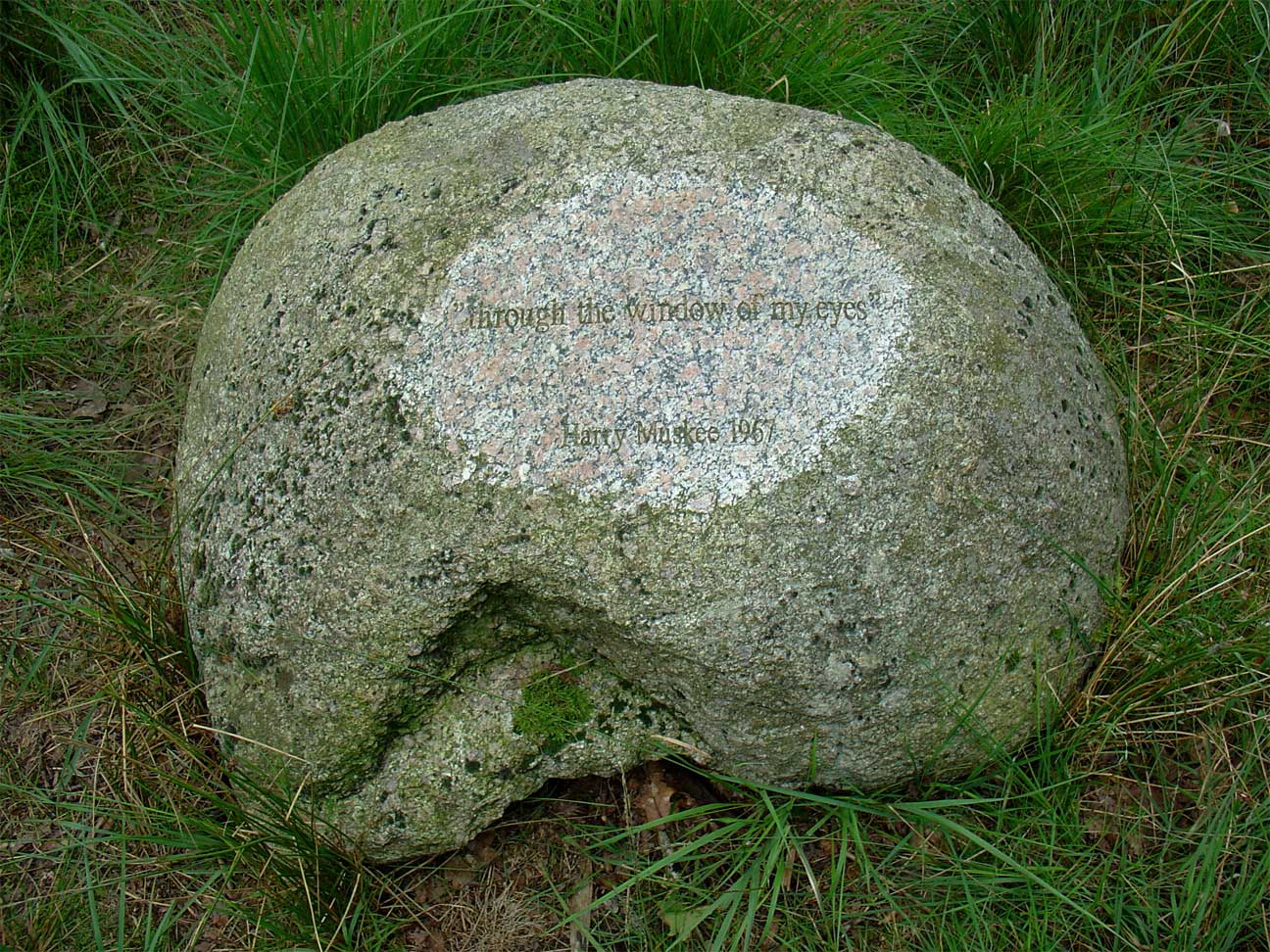
Through the window of my eyes, monument in de bossen bij Grolloo voor Harry Muskee

Na het uiteenvallen van Cuby + Blizzards speelde hij in formaties als Red White 'n' Blue, de Harry Muskee Band, de Muskee Gang en Muskee. Uiteindelijk bleek de originele naam Cuby + Blizzards de meest pakkende te zijn en onder deze naam tourde Muskee vele jaren door binnen- en buitenland, bijgestaan door gitarist Erwin Java. Daarnaast presenteerde hij muziekprogramma's voor Radio Drenthe en maakte hij voor diezelfde zender een studiereis door de zuidelijke staten van de Verenigde Staten, op zoek naar de wortels van de blues.
Op initiatief van de Friese gedeputeerde Gerard van Klaveren werd in 1997 aan de Voorstreek te Grolloo een borstbeeld voor Harry Muskee opgericht. Het is gemaakt door Gerda van den Bosch. Johan Derksen heeft Harry 50 jaar gekend. Ze hebben samen 12 jaar getourd. Johan organiseerde in Grolloo jaarlijks een bluesfestival.
Muskee overleed op 70-jarige leeftijd aan de gevolgen van leverkanker. Hij ligt begraven achter de Jacobuskerk in Rolde.

## Discografie
Met Cuby + Blizzards

### Albums
| Album met eventuele hitnotering(en) in de Nederlandse Album Top 100 | Datum van verschijnen | Datum van binnenkomst | Hoogste positie | Aantal weken | Opmerkingen       |
| ------------------------------------------------------------------- | --------------------- | --------------------- | --------------- | ------------ | ----------------- |
| Red, White & Blue                                                   | 1975                  |                       |                 |              | Red, White & Blue |
| Love Vendetta                                                       | 1977                  |                       |                 |              | Harry Muskee Band |
| The Legend                                                          | 1983                  |                       |                 |              | Muskee Gang       |
| Rimshots in the dark                                                | 1986                  |                       |                 |              | Muskee Gang       |
| Cut de luxe                                                         | 1991                  |                       |                 |              | Muskee            |
| Muskee Live                                                         | 1996                  |                       |                 |              | Muskee            |
| 'Sky Songs' on the spot                                             | 1994                  |                       |                 |              | Muskee            |

## Onderscheidingen en postuum eerbetoon
- Edison (met het debuutalbum Desolation van Cuby + Blizzards)
- Erepenning van de stad Assen
- Culturele Prijs van de provincie Drenthe
- 2003 Ridder in de Orde van Oranje-Nassau
- 2007 Gouden Harp voor zijn totale oeuvre
- 2007 Ambassadeur van de provincie Drenthe
- 2011 Erepenning gemeente Aa en Hunze
- 2011 Toegelaten tot de Dutch Blues Hall of Fame

Eind april 2009 verscheen er na 12 jaar een nieuw album van Cuby + Blizzards, getiteld Cats Lost. Dit album werd geproduceerd door Daniël Lohues.
Fokke de Jong, drummer van de Achterhoekse band Normaal, heeft als eerbetoon aan Harry Muskee het nummer Another Day, Another Road van Cuby + Blizzards gecoverd.
In 2021 was er in het C+B Museum te Grolloo een tentoonstelling ter ere van Muskee, die 10 jaar eerder was overleden. Hetzelfde jaar werd in Assen de muziektheatervoorstelling "Muskee – So many roads". opgevoerd waarvan de muzikale leiding in handen was van Erwin Java en de rol van Muskee werd vertolkt door Erwin Nyhoff.